# Winterkind
Winterkind ist ein deutscher Fernsehfilm der Regisseurin Margarethe von Trotta aus dem Jahr 1997 mit Susanna Simon in der Hauptrolle. Die Erstausstrahlung erfolgte am 3. Dezember 1997 auf Das Erste.

## Handlung
Jelena Uschakowa kehrt nach sieben Jahren russischer Lagerhaft zurück. Ihr Sohn Boris wurde von einem Paar in Deutschland adoptiert. In Köln trifft Jelena auf ihre frühere Jugendliebe Michael und verfällt seinem Charme nach all der Zeit wieder. Aus ihrer damaligen Beziehung ist auch Michaels Sohn Daniel, der eigentlich Jelenas Sohn ist und nicht mehr Boris.

## Kritik
Die Kritiker der Fernsehzeitschrift TV Spielfilm gaben Winterkind je einen von drei möglichen Punkten in den Kategorien „Anspruch“ und „Spannung“. Sie merkten an: „Regisseurin Margarethe von Trotta (‚Die bleierne Zeit‘) will jeder ihrer Figuren gerecht werden. Doch wirken Nicole Houwers Dialoge stark konstruiert und hölzern. Zudem nervt die unterschwellige Botschaft, daß alle Männer irgendwo halt doch Schweine sind.“ und konstatierten: „Zu gut gemeint und symbolüberfrachtet“. Der Film erhielt insgesamt eine mittlere Wertung, Daumen zur Seite.
Der Filmdienst meinte, Winterkind sei ein „[...] Drama, das sich mit den bescheideneren Mitteln der Fernsehdramaturgie gut arrangiert, wobei immer wieder eine starke Akzentuierung der emotionalen Botschaft durch suggestive (Kinofilm-)Stilmittel gelingt.“